# Chlorochaeta detenta
Chlorochaeta detenta là một loài bướm đêm trong họ Geometridae.